# Scooter (Belgische band)
Scooter was een Belgische rockgroep.

## Geschiedenis
De groep ontstond in 1979 in Antwerpen als Scooter on the road. In 1981 bracht de band de singles Tattoo Turkey en Peppermint Girl uit. Wegens terminale ziekte werd gitarist Jan Fraeyman vervangen door Bert Decorte (van The Misters). Kort na het verschijnen van hun debuutalbum One by One (1981) overleed gitarist Jan Fraeyman.
Scooter scoorde een megahit in België met You (Don't believe in number one), een nummer van hun debuutalbum One by One. Daarmee wonnen ze in 1981 de jaarlijkse door Radio 2 uitgereikte prijs Zomerhit.
Het album One by One werd geproduceerd door de drummer van de band, Herwig Duchateau, die later succes oogstte als producer van bands als The Bet, Schmutz, Won Ton Ton en The Machines.
Scooter bracht, nadat Bert Decorte de groep had verlaten, nog twee albums uit met Jan Verheyen als gitarist: Charm en Oblivion, met Amerikaans klinkende nummers als Will I Ever Recover From You (1982), Stand Out (1982) en Minute by minute (1983). In 1982, kort na het uitbrengen van Charm, verliet keyboardspeler Pit Verlinde de band. Herwig Duchateau overleed in 2018.

## Discografie

### Albums
- One by One (Ariola, 1981)
- Charm (Ariola, 1982)
- Oblivion (Ariola, 1983)
- Scooter Master Serie (compilatie, Polydor, 1997)

### Singles
- Tattoo Turkey (1981)
- Peppermint Girl (1981)
- You (1981)
- Will I Ever Recover From You (1982)
- Stand Out (1982)
- Minute by minute (1983)

| Single met hitnotering(en) in de Vlaamse Ultratop 50 | Datum van verschijnen | Datum van binnenkomst | Hoogste positie | Aantal weken | Opmerkingen |
| ---------------------------------------------------- | --------------------- | --------------------- | --------------- | ------------ | ----------- |
| You                                                  | 20-06-1981            |                       | 18              | 10           |             |
| Minute By Minute                                     | 24-12-1983            |                       | 37              | 3            |             |